# Grad
Grad (latinsko castellum) je vrsta utrjene zgradbe zgrajene v Evropi in na Bližnjem vzhodu v srednjem veku. Strokovnjaki razpravljajo obsegu besede grad, vendar običajno menijo, da je zasebno utrjeno prebivališče gospodarja ali plemenitaša. Razlikuje se od palače, ki ni utrjena; trdnjave, ki ni bila vedno namenjena za prebivanje plemstva; in utrjene naselbine, ki je bila javna obramba - čeprav obstaja veliko podobnosti med temi vrstami gradnje. Uporaba izraza se je spreminjala skozi čas in je bila uporabljena za konstrukcije najrazličnejših gradišč in hiš. V približno 900 letih, ko so bili gradovi zgrajeni, obstaja mnogo oblik, z več različnimi funkcijami, čeprav so nekateri elementi, kot so obzidje in strelnice, običajni.
Začetek gradnje gradov v Evropi sega v 9. in 10. stoletje, ko je padec Karolinškega cesarstva povzročil delitev njegovega ozemlja med posamezne gospodarje in kneze. Ti plemiči so gradili gradove zaradi nadzora svojega področja in so bili ofenzivne in obrambne strukture;  zagotavljali so osnovo, iz katere so lahko začenjali pohode, kot tudi zaščito pred sovražniki. Čeprav je njihov vojaški izvor v študijah gradov večkrat poudarjen, so strukture služile tudi kot središča uprave in simbol moči. Urbani gradovi so bili uporabljeni za nadzor nad lokalnim prebivalstvom in pomembni na potovalnih poteh. Podeželski gradovi so se pogosto nahajali v bližini dejavnosti, ki so bile sestavni del življenja skupnosti, kot so mlini in rodovitna zemlja.
Številni gradovi so bili najprej zgrajena iz zemlje in lesa, kasneje pa nadomeščeni s kamnom. Zgodnji gradovi pogosto izkoriščajo naravne obrambne elemente in niso imeli elementov, kot so stolpi in strelnice, imeli pa so osrednji stolp (bivalno-obrambni grad tudi donžon). V poznem 12. in zgodnjem 13. stoletju se je pojavil znanstveni pristop k obrambi gradu. Sledil je razmah stolpov, s poudarkom na spremljajočem orožju. Veliko novih gradov je bilo poligonalnih ali krožnih, z več fazami obrambe proti notranjosti, da bi vse funkcije hkrati maksimirale ognjeno moč gradu. Te spremembe v obrambi so bile mešanica grajske tehnologije iz križarskih vojn, kot so krožne utrdbe in posledica prejšnjih rimskih utrdb. Niso vsi elementi grajske arhitekture vojaške narave, naprave, kot so jarki so se razvili iz svojega prvotnega namena obrambe, v simbole moči. Nekateri veliki gradovi imajo dolg pristop, namenjen vtisu in prevladujejo nad pokrajino.
Čeprav je bil v 14. stoletju v Evropo uveden smodnik, ta do 15. stoletja, ko je topništvo postalo dovolj močno, da bi lahko porušilo kamnite zidove, ni bistveno vplival na grajsko stavbo. Medtem ko so se gradovi še vedno gradili tudi v 16. stoletju, so bile uvedene nove tehnike kot posledica izboljšane moči topov, zato so gradovi postali neudobni in nezaželeni za bivanje. Tako so šli pravi gradovi v zaton, nadomestili so jih z artilerijskimi utrdbami brez vloge v civilni upravi. 
Od 18. stoletja naprej je bilo zanimanje za gradove obnovljeno z gradnjo demonstracijskih gradov, del romantične oživitve gotske arhitekture, ki pa niso imeli vojaškega pomena.

## Nameni srednjeveških gradov
- Cesarski gradovi in deželni dvorci so vključeni v teritorialni sistem deželnega gospoda, škofa, kneza, vojvode ali vladarja
- Plemiški gradovi so služili kot utrjeno prebivališče plemičem in njihovemu spremstvu
- Samostan in grad viteškega reda je nudil zaščito skupnosti in ugled
- Mestni gradovi in gradovom podobna utrjena mesta
- Zatočišče ali ljudski grad, ki trenutno služi celotnemu lokalnemu prebivalstvu kot zavetišča v času nevarnosti. To so tudi cerkveni gradovi in utrjene cerkve, ki so bili uporabljeni tudi samo začasno v funkciji zatočišča.

## Poimenovanje

### Srednjeevropski prostor
V srednjem veku se je večkrat spremenil izraz za to, kar se zdaj imenuje grad. Prvotna keltska beseda je prišla preko latinščine v staro visoko nemščino za pojem objekt, tržno mesto, naselje in zatočišče. Besede gradovi v visoki nemščini so bili v 13. stoletju predvsem hûs (hiša) in kamen (primer:grad Niehuus).
V 14. stoletju  se je za gradove razširilo ime veste (trden) ali vestunge (trdnjava), v 16. stoletju pa so jih imenovali tudi schloss (graščina). Nekateri gradovi imajo te starejše oznake, kot Veste Coburg v Coburgu v Turingiji ali Schloss Chillon v Montreuxu v Švici.
Izraza "burg" in "schloss" sta se izmenično uporabljala v virih 16. stoletja kot sinonima. Šele od 19. stoletja dalje se izrazi diferencirajo glede na funkcijo uporabe: "burg" se uporablja za stavbe s stanovanjsko in obrambno nalogo, "schloss" za reprezentativno stavbo. 
V današnji arhitekturni zgodovini se uporablja besedo srednjeveški grad (burg) za razlikovanje naseljene utrdbe od sodobnega gradu (schloss) kot plemenitaško stanovanje in reprezentančna zgradba eni strani in trdnjava (festung) za povsem vojaško uporabo.

### Romansko govoreč prostor
Beseda castle (grad) v romanskih jezikih izvira iz latinske besede castellum, ki je pomanjševalnica besede castrum, kar pomeni "utrjeni kraj". Stara angleščina castel, stara francoščina castel ali chastel, francosko château, špansko castillo, italijansko castello in besede v številnih drugih jezikih tudi izhajajo iz castellum. 

### V slovenščini
Beseda grad se je razvila iz slovanske besede gôrd (ograda, ograjen oziroma obzidan kraj). V slovenščini je beseda grad na splošno uporabljena za označevanje nekdanjih sedežev fevdalne gospode, utrjenih in neutrjenih, srednjeveških in kasnejših.

## Zgodovinski razvoj

### Prazgodovinske in antične utrdbe
Mnoge prazgodovinske utrdbe in naselja so naseljevali zelo dolga obdobja, jih razširili ali podaljševali. Ti spomeniki pogosto nimajo zgodovinskih zapisov, tako da jih lahko spremljamo le z arheološkimi metodami. V Rimskem imperiju so bili castelle ali burgi (pozno romansko) pogosti kot utrjena mesta za vojsko. Zunanje meje cesarstva so bile delno zavarovane z obmejnimi utrdbami (Limes).

### Gradovi v srednjem veku
V nemirnem času pozne antike in množičnem preseljevanju ljudstev so se ljudje umaknili na višje ležeče kraje. Zgodovinar Pavel Diakon omenja v 8. stoletju v svoji Zgodovini Langobardov, v kateri se opira na Historiola opata Secundusa iz Trienta, da so bili v osrednjem območju Alp leta 590 številni castrum. Takšni castrum zdaj na splošno veljajo kot gradišča iz časa Ostrogotov, bizantinskega ali lombardskega obdobja. Kot primer lahko navedemo Loppio v Trentinu, Vigiliusbühl na Perdonigu ali Castelfeder pri Auerju, oba se nahajata v dolini Adiže. V Bizantinskem cesarstvu so se utrjena mesta imenovala kastron.
V Frankovskem cesarstvu so začeli z gradnjo gradov po premoru v 6. stoletju, najpozneje v karolinški dobi - še posebej v času kralja Henrika I. – in ponovno, da bi zavarovali vzhodno mejo cesarstva.  Ena od najstarejših zgradb, trdijo da iz 7. stoletja, je Meersburg, Büraburg,  Amöneburg, Schwedenschanze pri Stadeju in sistemi na Odilienbergu in Christianbergu. Velik Gaugrafenburgen je nastal z delno razširitvijo prazgodovinskih okopov. Ob istem času, to je v poznem 8. stoletju in 9. stoletju so začeli graditi gradove tudi Slovani. V 10. stoletju so se pojavila ogromna tako imenovana madžarska obzidja v Vzhodni Nemčiji za zaščito pred vpadi Madžarov. Naprej so bile ustvarjene prefinjene konjeniške ovire, ki so prisilile konjenikov na sestop in bojevanje na tleh. Po bitki pri Lechfeldu pri Augsburgu (leta 955), je bila širitev nekaterih od teh obzidij nenadoma preklicana, ker je bila nevarnost odpravljena s porazom na Madžarov.
Zgodnji srednjeveški gradovi v srednji Evropi so bile v večjem delu zgrajeni iz zemeljskih okopov, ki so imeli lesene nadgradnje.
Številni visoko srednjeveški gradovi stojijo v starejših, veliko večjih obzidanih območjih, katerih časovni položaj ni vedno jasen. Trdnjavsko tehnično enostavni kraji so se pogosto uporabljali že tisočletja. Zaradi podnebnih sprememb ob koncu zgodnjega srednjega veka se je v nemškem prostoru začela hitra rast prebivalstva, kar je omogočilo nastanek novega družbenega razreda,  ministerialov. Ta sprva nesvoboden uslužbenec dokumentira svoj nov status pogosto s postavitvijo lesenega stolpa mota. Ta tip stavbe ima izvor v zahodni Evropi.

### Visoki in pozni srednji vek
Razcvet grajskih stavb je bil v času visokega in poznega srednjega veka. Iz tega obdobja je večina do danes ohranjenih gradov in razvalin. Grad je bil, zaradi šibke infrastrukture v srednjeveški Evropi, eden od najpomembnejših načinov izvrševanja oblasti, zaradi česar je bil tudi ena izmed kraljevih pravic (insignije). Nekateri vladarji so imeli trdnjave v uporniških območjih ali tudi v ograjenih mestih. Pfalce plemstva in cesarjev pa so bile sprva le šibko zgrajene.
Eden od najbolj znanih in najstarejših obstoječih kamnitih gradov je grad Habsburg, najstarejši deli izvirajo iz 11. stoletja. Gospodarski pomen so imeli carinski gradovi in dolinske pregrade, ki so jih zgradili ob cestah in z njimi pobirali davek in vzdrževali in varovali trgovske poti - bistven pogoj za ponovno rast gospodarstva v visokem in poznem srednjem veku.
Kraljevo blago je v večini evropskih držav imelo svojo posebno pravico, da preudarno gradi gradove. Tak zakon je v Svetem rimskem cesarstvu veljal v času poznega srednjega veka do teritorialnih knezov.
O vplivu  in muslimanske vojaške arhitekture pri razvoju evropskih gradov je bilo že veliko razprav. Vsekakor so vplivi dosegli Evropo v času križarskih vojn. V številnih španskih gradovih je bil ta vpliv zaradi zgodovine države še posebej izrazit. Tudi zato je pri gradnji španskih gradov pogosto prihajalo do samosvojih rešitev. Stavbo, kot je grad Coca v Segovii, ni mogoče najti nikjer v preostali Evropi.
Pot ob Renu od Mainza do Bonna je verjetno najbolj znan primer nemške grajske pokrajine. Klasična "grajska gnezda" so med drugimi tudi v Pfalškem gozdu, v Schwäbischen Alb (Švabska Jura) in Fränkische Alb (Frankovska Jura) in frankovskem Haßberge, v nemškem delu nekdanje Avstrije pa predvsem v Južni Tirolski, v Švici pa v Domleschgu.
V okolici gradu je bil tako imenovan »prostor premirja« (Burgfrieden), kjer je bilo strogo prepovedano prepiranje med fevdalci. Vstop prebivalcem, ki so živeli v prispevnem območju je bil prepovedan, sicer so morali na prisilno delo. To je bilo v veliki meri povezano z vojaško službo in zlasti z vsakdanjim delom. Na gradu Křivoklát na Češkem na primer, so bile posebne osebe zadolžene, da so morale zagotoviti grmenje za kraljevo latrino ali vzrejo ptic pevk za kraljičino zabavo.
Obdobje gradnje je bilo v razponu od nekaj tednov za majhen lesen do več desetletij za velik fevdalni grad. Manjši kamnit grad je moral biti pripravljen v treh do petih letih, kasneje pa se ga je večinoma dograjevalo.
Idealno je bilo, če so pri gradnji lahko uporabili lokalni gradbeni material. Rezane kamne so med izkopavanjem že v kamnolomu pogosto tudi obdelali. V s kamnom revnih območjih (npr. severna Nemčija) so uporabljali predvsem opeko ali nabran kamen. Gradnja je bila odvisna od gradbenega materiala in oblikovanja. V stenah pogosto najdemo v rednih presledkih majhne odprtine (rüstlöcher), ki so jih pri gradbeni tehnologiji gradnje velikih zidov, uporabljali za postavitev lesenih odrov. Iz tega odra so lahko zidali navzgor. Pomikanje odra se je nadaljevalo, dokler ni bila dosežena končna višina zidu. V odprtinah so pogosto našli lesne ostanke, ki s postopkom  dendrokronologije dajo informacije o starosti gradbene faze. Zunanje stene številnih gradov so bile - v nasprotju s sedanjim videzom - večinoma ometane.
V srednjem veku je bilo veliko več gradov kot jih je videti danes. Zlasti v prvih desetletjih teritorialnih širitev najdemo v ali na skoraj vsakem večjem kraju majhen grad ali vsaj utrjeno domačijo. Te domačije so bile uporabljene kot stanovanja in predvsem kot statusni simbol številnih ministerialov, novoustanovljenega plemstva. Mnogi od teh včasih majhnih gradov so bili združeni v Meierhöfen ali palačo. Gospoda iz teh gradov pogosto niso bili ekonomsko dovolj močni, da bi se trajno uvrstili med nižje plemstvo. Pogosto je bilo v enem okraju tudi več gradov.
Še posebej na meji med ozemljema močnih teritorialnih gospodov je bilo zgrajeno veliko število gradov za zagotavljanje lokalnega vpliva. Dober primer je presenetljiva gostota gradov v frankovskem Haßbergnu, kjer sta se soočila tekmeca - nadškofiji Bamberg in Würzburg.
Zaradi različnih razvojev fevdalizma in drugih geografskih in političnih dejavnikov, se gradovi različnih kultur bistveno razlikujejo. V Nemčiji pogosto ogromna velikost britanskih in francoskih vojaških objektov še zdaleč ni bila dosežena. Izjema je najdaljši evropski grad, ki ga je mogoče najti na Bavarskem (grad Burghausen). Zgradba je dolga približno 1200 m. Nemški redovniški bratje niso predstavniki nemških gradov.
V (nekdanjem) nemškem jezikovnem področju so verjetno ustvarili več kot 40.000 srednjeveških gradov, na današnjem območju Zvezne republike Nemčije jih je okoli 25.000. To število se lahko pojasniti s posebnim razvojem fevdalizma na nemškem cesarskem ozemlju, razvoj plemstva, ki je dala večino vitezov in veleposestnikov. Dodatno je ozemeljska razdrobljenost doprinesla k malim in mikro gospostvom. Večina teh utrdb je v teku svoje dolge zgodovine propadla ali so postale grajski hlevi. Nekatere ocene kažejo naslednje razloge za uničenje ali razpad nemških gradov: prodaja 25%, rušenje 13%, med tridesetletno vojno 11,5% francoska vojska, še posebej v pfalških vojnah 8%, kmečki upori 6%, požar 6%, 1,5% potresi, itd.; 26%  razlogov niso znani. Država z največjo koncentracijo gradov je Češka.
Razvoj gradov je v Evropi potekal večinoma vzporedno z razvojem mestnih utrdb, tako kot je vpliv vzorcev naselij drug drugega, so imeli podobne elemente. Tak primer je bivalno-obrambni grad s svojo urbano stanovanjsko različico in znameniti stolpi evropskih mest. Številni gradovi so nastali v mestih ali na njihovem robu in so tako tehnično povezani z mestno utrdbo.

### Na Slovenskem
Slovenija ima kljub delni terminološki zmedi, okoli 800 lokacij dvorcev, dvorov, gradov, gradičev, graščin, trdnjav, utrdb, verjetno pa jih je bilo še mnogo več.  Na Slovenskem se je gradnja gradov razmahnila v romaniki v 12. stoletju, svoj vrhunec pa doživela v 13. stoletju. Graditelji so bili veliki fevdalci, ki so imeli svoje sedeže zunaj deželnih meja in so gradnjo utrjenih gradov dovolili tedaj, ko je bilo to potrebno zaradi geopolitičnih interesov. Na gradovih so živeli njihovi ministeriali in vazali. Leta 1463 so čedalje pogostejši turški vpadi in vojne Habsburžanov z Beneško republiko sprožili obsežno utrjevalno dejavnost, ki je zajela tako mesta, trge in gradove, kot tudi samostane, cerkve in pomembne vasi.
Izčrpni leksikon slovenske grajske zapuščine  navaja, da je na Slovenskem bilo zgrajenih okoli 900 grajskih objektov. V to število so vključene še obstoječe stavbe, razvaline in ostanki, pa tudi nekatere zgradbe, o katerih so na razpolago le arhivski zapisi. Definicija grajski objekt se uporablja za gradove, dvorce, graščine in dvore. Natančna razlaga teh štirih kategorij je sledeča:
- Grad je utrjeno prebivališče fevdalnega gospoda na umetno ali naravno zavarovanem položaju (primer Hmeljnik pri Novem mestu); najstarejši so prave trdnjave s skopo odmerjenim bivalnim prostorom (grad nad Črnim Kalom).
- Dvorec je reprezentančna stavba in sedež fevdalnega gospoda, a brez utrdbenih sestavin (Cekinov grad v Ljubljani).
- Graščina je neutrjena grajska stavba in prebivališče nižjega plemstva, tudi upravno središče gospoščin in velikih posestev (Kosova graščina na Jesenicah).
- Dvor je bilo upravno središče fevdalne posesti, večinoma v skromni, a utrjeni zgradbi (Kapunov dvor v Celju, nad mestnim parkom). Zaradi pomembnosti je beseda s časom postala sopomenka za skupnost vladarjevih najožjih sodelavcev.

### Konec grajske stavbe
Grad je izgubil svoj pomen kot stavba v 17. stoletju. 
S prihodom strelnega orožja se je spremenila oblika utrditve gradu. Od druge polovice 15. stoletja nastanejo iz obzidja in zidanih stolpov, baterijski stolpi in kasneje braniki in bastijoni. Prvi okrogli stolpi so se imenovali rondelle in so bili zgrajeni kot obzidni stolpi. Od 1530-ih so bili zgrajeni prvi bastijoni. Bastijon je bil končno sprejet s citadelo.  Tako se od zgodnjega 15. stoletja začne ločevanje obrambe in stanovanjske funkcije gradu. Gradnje obzidij obeh funkcij ne bi bilo mogoče združiti v eno samo strukturo. 
Po tridesetletni vojni je bilo veliko gradov uničenih in spet zgrajenih na le skromen način. V poznem 17. stoletju, v času francoske vojaške ekspedicije, se je pokazalo, da so gradovi izgubili vojaški pomen. Še vedno so se popravljali, da bi služili kot kraj stalnega prebivališča ali upravni sedež. Sčasoma so se gradovi  prodajali. 
Srednjeveške gradove je najprej ogrozila sprememba načina življenja. Ker so bili prostori v njih majhni, vlažni in mrzli, dostopni le po tesnih stopniščih in osvetljeni skozi ozke line, v poznem 16. stoletju niso bili več zanimivi. Fevdalci so take gradove na višinah opuščali in začeli graditi dvorce v nižinah. Gradove so tudi predelali ali jih pustili propadati, mnogo takih je služilo kot priročen gradbeni material.
- Grad Königstein v Taunusu, ene večjih razvalin v Nemčiji
- Grad Štanjel, Slovenija
- Grad Glücksburg nastal leta 1582 v prehodnem obdobju med gradom in palačo

### Nasledniki
Sodobne trdnjave so sprva nekoliko spominjale na gradove. Munot v Schaffhausenu v Švici je dober primer.
V 19. stoletju je v času romantike prišel zasuk glede legend in mitov srednjega veka. V grajski arhitekturi se to odraža v historicizmu. Taka primera sta Grad Neuschwanstein in grad Hohenzollern. Te strukture imajo malo skupnega s srednjeveškimi predhodniki. To je fantazijska arhitektura, pretiravanje v posameznih elementih grajske arhitekture je groteskno. Neuschwanstein je tudi zasnoval scenograf. Toda tudi uveljavljeni raziskovalci kot je Bodo Ebhardt se ukvarjajo z restavriranjem, kot je Hohkönigsburg v Alzaciji, na romantizirano podobo srednjeveškega gradu. V vseh teh primerih so bili odpravljeni pomembni ostanki prvotne utrdbe, prednost je imela imitacija srednjeveškega. Te stavbe še naprej oblikujejo v glavah mnogih ljudi podobo srednjeveškega gradu.
Leta 1907 se je začela gradnja Mornariške akademije Mürwik v Flensburgu, Adalbert Kelm je usmerjal gradnjo po modelu gradu Malbork. Stavba naj bi služila cesarski mornarici. Zgrajena je bila leta 1910, otvoril jo je cesar Viljem II. Nemški. Še danes nemška mornarica uporablja tako imenovani »Rdeči grad«.
Tudi v času nacionalsocializma je bila izgradnja tako imenovanega »redovniškega gradu« kot sta Sonthofen ali Vogelsang ali rekonstrukcija obstoječih objektov, kot sta Wewelsburg ali Burg Trifels izpeljana skladno z mitom o srednjeveškem gradu.
V zadnjih desetletjih je raziskovanje gradov v Evropi zelo napredovalo. Na osnovi množice srednjeveških študij so bili raziskani številni gradovi in kot spomeniki zavarovani ali obnovljeni.
V okviru eksperimentalne arheologije srednjeveških gradov so s starimi gradbenimi tehnikami in orodji ponovili že več gradenj. V Schleswig-Holsteinu je od leta 2003 pri Lütjenburgu rekonstruirana mota, v Kanzachu pa izdelan lesen Spodnji aristokratski grad. Pomembna je replika, ki se je začela graditi pred nekaj leti v Steinburgu v francoskem Guédelonu.
Na japonskem otoku Miyako-jima je bil nemški tematski park »Renski Markburg« izdelan v izvirni velikosti.

## Lega
Značilnost gradu je bila njegova višinska lega nad okoliškim terenom in kontroliran dostop. V gorah so bili zgrajeni gradovi na gorskih ostrogih, na pobočjih in pogosto težko dostopnih gorskih višinah. V nižini so bili v obdani z umetnim zemeljskim nasipom z obzidjem in obdani z vodnim jarkom, in so jih imenovali mota. V sredogorju s pojavljajo tako višinski kot vodni gradovi, slednje so uporabljali predvsem člani nižjega plemstva.
Položaj je imel velik vpliv na velikost in značilnosti gradu. Značilnost tipičnega nemškega gradu je včasih spektakularna lokacija na visokih vrhovih gričev in skalnih blokov. Medtem ko so veliki gradovi v Angliji in severni Franciji na splošno na precej nizkih gričih ali v nižinah, lega in tlorisi so zato bolj pravilnih oblik, nemški gradovi pa običajno sledijo pogojem terena.
- Marienburg ob Mozeli leži na strateškem hribu
- Grad Ostrovica na hribu na Koroškem
- Gradova Liebenstein in Sterrenberg v dolini Rena sta tudi na hribu

## Pomembni gradbeni elementi
Že doslej najbolj očiten pri mnogih srednjeveških gradovih, stolp, ki se je imenoval bodisi bivalno-obrambni grad (keep v angleško govorečem svetu) in donjon v Franciji ali bergfried v nemških deželah. Kot glavni stolp ali bergfrid je naveden tudi v slovenski grajski literaturi in ni bil namenjen za trajno stanovanjsko rabo, ampak je prevzel predvsem vojaške in državne funkcije. Stanovanjski stolp je bil običajno kombinacija funkcij. Pogosto je bil grad dopolnjen z dodatnimi stolpi, zlasti na vhodu in obzidju. Grad je bil obzidan in tudi drugače utrjen oziroma obdan z grajskim jarkom in drugimi ovirami pri pristopu (neprehodne žive meje, zakamuflirani jarki). Obzidje se je razlikovalo glede na višino in relief kot: krožno obzidje ali zidni plašč in ščitni zid. 
Cvinger ali medzidje je bil, poleg nekaterih prej navedenih sestavin, v 13. in 14. stoletju prostor, med zunanjim nižjim in glavnim obzidjem.
Območje znotraj gradu je bilo uporabljeno in deljeno s številnimi zgradbami in z oddelki za boljšo obrambno. Osrednja vloga, ki je bila pogosto podcenjena v prejšnjih raziskavah, je stanovanjska arhitektura. Glavna stavba zgodnjih visoko srednjeveških gradov je stanovanjski objekt – palacij, tudi gospodarjeva stavba. Palacij je bil vedno v notranjem gradu. Kot utrjeni palacij je lahko prevzel dvojno vlogo: vlogo bergfrida in bivalnega stolpa. Na dvoriščno stran so bila navadno okrašena okna in arkadni hodniki. V spodnji etaži so bile kleti, shrambe, kuhinja in hlevi, V prvo nadstropje je v romaniki vodilo zunanje stopnišče. Tukaj je bila velika eno ali dvo ladijska dvorana, pozimi ogrevana. Dvorana je imela reprezentativno funkcijo, bila je jedilnica za gospodo in služinčad. Bivalni in spalni prostori, včasih tudi kapela, so bili v drugem nadstropju, včasih tudi v drugi stavbi. 
Poseben izziv gradov na hribu je predstavljala oskrba z vodo. Zagotavljali so jo s cisterno, kjer se je zbirala deževnica iz streh stavb ali so jo z živalmi, v posebej oblikovanih posodah nosili iz bližnjih izvirov. V poznem srednjem veku so že izdelovali grajske vodnjake, ki so lahko dosegli velike globine (primer: 176 m globok vodnjak skopan v skalo na gradu Kyffhausen).
Večina gradov se je bila tudi gospodarsko usmerjena, kar je zagotavljalo gradu potrebno blago za življenje. Pri večjih gradovih se je gospodarski del včasih nahajal v zunanjem delu gradu - podgradje (angl. bailey) – prostranem področju nepravilne oblike ograjenem s koli za kmete in živino. Pri gradiščih je običajno stal v dolini pod gradom. Nekatere te kmetije so preživeli do danes in so še vedno v uporabi.
Kapela je bila običajno majhna, lahko poleg palacija ali v podgradja, lahko pa kot samostojna stavba. Če je bila v bivalnem delu, je oltarni del štrlel iz gabarita ostalih zidov, ker cerkev ni dovolila graditi bivalne prostore nad tem delom. Če je bila kapela večja, je gospoda sedela na empori.

## Funkcija in vsakdanjik
Gradovi so bili predvsem simbol moči, imeli pa so tudi obrambno vlogo in nudili zaščito vsaj pred manjšimi tolpami ali divjimi živalmi. Številni gradovi so bili zgrajeni ob trgovskih poteh, da so zagotavljali pobiranje mitnine in carine. Pogosto je bil fevd povezan tudi s carinskimi prihodki ali obveznostmi za vzdrževanje cestnega odseka. 
Večjim obleganjem se niso mogli upirati daljše obdobje, večina gradov je bila po nekaj mesecih ali letu, zasedena. Taka obleganje so bila za napadalca izjemno draga. Če je sovražnik opustil obleganje ali napad zaradi finančnih razlogov, je grajska stavba služila svojemu namenu. Včasih je bilo cenejše zgraditi v bližini majhno trdnjavo kot obleganje gradu in grad od tam naskakovati. V primeru spora, je bilo grad enostavneje obiti in raje ropati vasi in kmetije in s tem oslabili gospodarsko osnovo gradu. Zato je bilo veliko vasi opremljenih z enostavnejšimi utrdbami. Zid in jarek ali gosta živa meja (trničje) so oteževali vhod. Bolj pomembni trgi so bili pogosto obzidani s kamnitim zidom s stolpi in vrati. Prazgodovinska in srednjeveška obzidje so bila pogosta še v sodobnem času kot skrivališča. Občasno so se prizadeti prebivalci lahko za kratek čas zatekli tudi v grad svojega gospodarja.
Število sposobnih moških v gradu je bilo pogosto zelo majhno, včasih so se branili samo gospodar s svojimi sinovi in nekaj služabniki. Vojaški gradovi so imeli na stotine ali tisoče bojevnikov (Krak des Chevaliers, Marienburg).
Vsakdanje življenje na majhnem srednjeevropskem plemiškem gradu se je zelo razlikovalo od tistega v velikih gradovih plemstva. Ministeriali so poskušali posnemati dvorno kulturo, kar je veliko prispeval k temu, da je bilo njihovo vsakodnevno življenje zanimivejše, a običajno razmeroma skromno. Pogosto je le nekaj kmetij in tlačanov zagotavljalo preživetje grajskih ljudi. Življenjske razmere malih gradov je zaznamovalo podeželje. Živeli so utesnjeni na gradu, ki je moral ponuditi prostor tudi za živino. V zimskem času je kamin pogosto segrel le eno sobo (kamenata iz lat. caminata – ogrevana soba), zraven so imeli prenosne grelce za zagotavljanje toplote. Vsakdanje življenje je potekalo v glavnem zunaj, ljudje so šli na lov ali so delali na polju, ženske so bile zaposlene pri vsakodnevnih opravilih v gospodinjstvu in imele nadzor nad delavci. Te vsakodnevne naloge so dajale le malo možnosti za brezdelje. Priljubljena zabava so bila ročno delo za ženske in tudi družabne igre. Poudarki v življenju gradu so bili redki obiski potujočih pevcev in pripovedovalcev, ki so hodili od gradu do gradu. Otroške igrače so bile figure vitezov in lutke. Ta dragocena pričevanja vsakdanjega življenja lahko najdemo danes v starih jamah z odpadki in pod izlivnicami ali straniščnimi pomoli. Ti straniščni pomoli so ohranjeni v številnih primerih na zunanjih stenah. Pogosto od njih vodi dolga lesena gred navpično v jarek, tako da iztrebki niso ležali kar po tleh.
Številni gradovi so se razvili v vsej svoji zgodovini v prave večdružinske grade. Z dediščino in prodajo obstoječih stavb so bili razdeljeni na več izoliranih enot. To je značilno za nemške gradove, to obliko imenujejo družinski grad (Ganerbenburg).
Turnirji so bili redko v gradovih. Te srednjeveške ljudske in športne prireditve so praviloma potekale v bližini velikih mest.
Čeprav so bile prostorske razmere pogosto zelo utesnjene, so imeli prostor za kraj verskega čaščenja na skoraj vseh gradovih. Večji gradovi so imeli eno, včasih bogato okrašeno kapelo, z manjšo oltarno apsido. Pogosto je bila kapela tudi na vhodu v grad, tako da je bila šibka točka trdnjave pod posebno "božansko" zaščito. Kapelice so lahko služile tudi kot grobnice gospodov.

## Topologija gradov

### Razlikovanje na osnovi topografije
Po topografskih razmerah obstaja temeljno razlikovanje na višinske gradove in nižinske gradove. Ta kategorizacija ne zadeva dolinskih pregrad, saj združujejo oba elementa.

#### Višinski grad
- grad na hribu
- grad na skali
- grad na grebenu
- grad ostrog
- pobočni grad
- jamski grad

#### Nižinski grad
- vodni grad
  - otoški grad
- mostni grad
- močvirski grad

### Razlikovanje glede na funkcijo
- fevdalni grad
- grad zatočišče ali ljudski grad
- družinski grad, tudi ganerbni grad (Ganerbenburg)
- velik grad z namenom, predhodnik je bila kraljeva Pfalca
- deželni grad
- oblegovalni grad
- carinski grad (na deželni meji, tudi pristaniški grad)
- trdnjavski grad

### Posebnosti
- del gradu
- krožni grad: grad, katerega utrdbo sestavljajo zidovi hiš, ki se nahajajo v njem
- kvadratni grad
- mota, umetna gomila s stolpom ali hišo
- bivalno-obrambni grad tudi donžon (v Franciji), keep (v Angliji) ali stolpasti grad

### Drugi tipi
- Burgstall je ime majhnega gradu ali manjše plemiške rezidence, ki je bila običajna v prvih letih 20. stoletja
- nemški redovniški grad: na področju nemških državnih redov izvirajo v 13. stoletju številni ordensburgen. Služili so misijonom (krščanstvo) kot vojaško oporišče in samostan
- Gadenburg: zaščitena stavba za shranjevanje zalog kmetov
- trdnjavska cerkev (obzidana cerkev)
- križarski grad
- gradišče

### Izjeme
- Broch, Dun in nuragi so bile kultne stavbe.